# Verrières (Vienne)
Pour les articles homonymes, voir Verrières.
Verrières est une commune du Centre-Ouest de la France, située dans le département de la Vienne en région Nouvelle-Aquitaine.

## Géographie

### Géologie et relief
La région de Verrières présente un paysage de plaines vallonnées plus ou moins boisées. Le terroir se compose : de groies superficielles (Les groies sont des terres du sud-ouest de la France, argilo-calcaires, peu profondes  - en général de moins de 50 cm d’épaisseur – et  plus ou moins riches en cailloux. Elles sont fertiles et saines et donc, propices à la polyculture céréalière mais elles s’assèchent vite) pour 30 % sur les plaines et, sur les plateaux du seuil du Poitou, d'argile à silex peu profonde pour 50 %, de terres de brandes pour 16 %, de bornais (ce sont des sols brun clair sur limons, profonds et humides, à tendance siliceuse) pour 3 % et, enfin, de terres fortes pour 1 %.

### Communes limitrophes
|                          | Lhommaizé | Civaux     |
| Saint-Laurent-de-Jourdes | Verrières | Mazerolles |
|                          | Bouresse  |            |

### Hydrographie
La commune est traversée par 5 km de cours d'eau. Comme pour l'ensemble de la région Poitou-Charentes, la commune a vu la qualité de son eau se dégrader ces dernières années. Au déficit récurrent s'ajoute une pollution engendrée par les diverses activités humaines, notamment agricoles. Ainsi, la commune se situe en zone de répartition des eaux, où l'on observe une insuffisance chronique des ressources en eau par rapport aux besoins. Par ailleurs, elle est concernée par le classement en zones sensibles, où une élimination plus poussée des paramètres azote et/ou phosphore présents dans les eaux usées est nécessaire pour lutter contre les phénomènes d’ eutrophisation[réf. nécessaire].
184 mares ont été répertoriées sur l’ensemble du territoire communal (30 000 recensées dans la région de Poitou-Charentes). Les mares de Poitou-Charentes ont été créées par l'homme, notamment pour répondre aux besoins en eau des habitants (mares communautaires), du cheptel ou à la suite d'activités extractives (argile, marne, pierres meulières). Très riches au niveau botanique, elles jouent un rôle majeur pour les batraciens (tritons, grenouilles), les reptiles (couleuvres) et les libellules. Elles sont un élément symbolique du patrimoine rural et du maintien de la biodiversité en zone de plaine et de bocage.

### Climat
Pour des articles plus généraux, voir Climat de la Nouvelle-Aquitaine et Climat de la Vienne.
Historiquement, la commune est exposée à un climat océanique du nord-ouest.  
En 2020, Météo-France publie une typologie des climats de la France métropolitaine dans laquelle la commune est exposée à un climat océanique altéré et est dans la région climatique  Poitou-Charentes, caractérisée par un bon ensoleillement, particulièrement en été et des vents modérés.
Pour la période 1971-2000, la température annuelle moyenne est de 11,8 °C, avec une amplitude thermique annuelle de 14,7 °C. Le cumul annuel moyen de précipitations est de 784 mm, avec 11,4 jours de précipitations en janvier et 6,7 jours en juillet. Pour la période 1991-2020, la température moyenne annuelle observée sur la station météorologique la plus proche, située sur la commune de La Ferrière-Airoux à 18,38 km à vol d'oiseau, est de 12,4 °C et le cumul annuel moyen de précipitations est de 762,1 mm,. Pour l'avenir, les paramètres climatiques de la commune estimés pour 2050 selon différents scénarios d’émission de gaz à effet de serre sont consultables sur un site dédié publié par Météo-France en novembre 2022.

## Urbanisme

### Typologie
Au 1er janvier 2024, Verrières est catégorisée commune rurale à habitat dispersé, selon la nouvelle grille communale de densité à sept niveaux définie par l'Insee en 2022.
Elle est située hors unité urbaine. Par ailleurs la commune fait partie de l'aire d'attraction de Poitiers, dont elle est une commune de la couronne,. Cette aire, qui regroupe 97 communes, est catégorisée dans les aires de 200 000 à moins de 700 000 habitants,.

### Occupation des sols
L'occupation des sols de la commune, telle qu'elle ressort de la base de données européenne d’occupation biophysique des sols Corine Land Cover (CLC), est marquée par l'importance des territoires agricoles (91 % en 2018), en diminution par rapport à 1990 (93,3 %). La répartition détaillée en 2018 est la suivante : 
terres arables (48,8 %), zones agricoles hétérogènes (42,2 %), zones urbanisées (4,7 %), forêts (3,7 %), eaux continentales (0,6 %). L'évolution de l’occupation des sols de la commune et de ses infrastructures peut être observée sur les différentes représentations cartographiques du territoire : la carte de Cassini (XVIIIe siècle), la carte d'état-major (1820-1866) et les cartes ou photos aériennes de l'IGN pour la période actuelle (1950 à aujourd'hui).

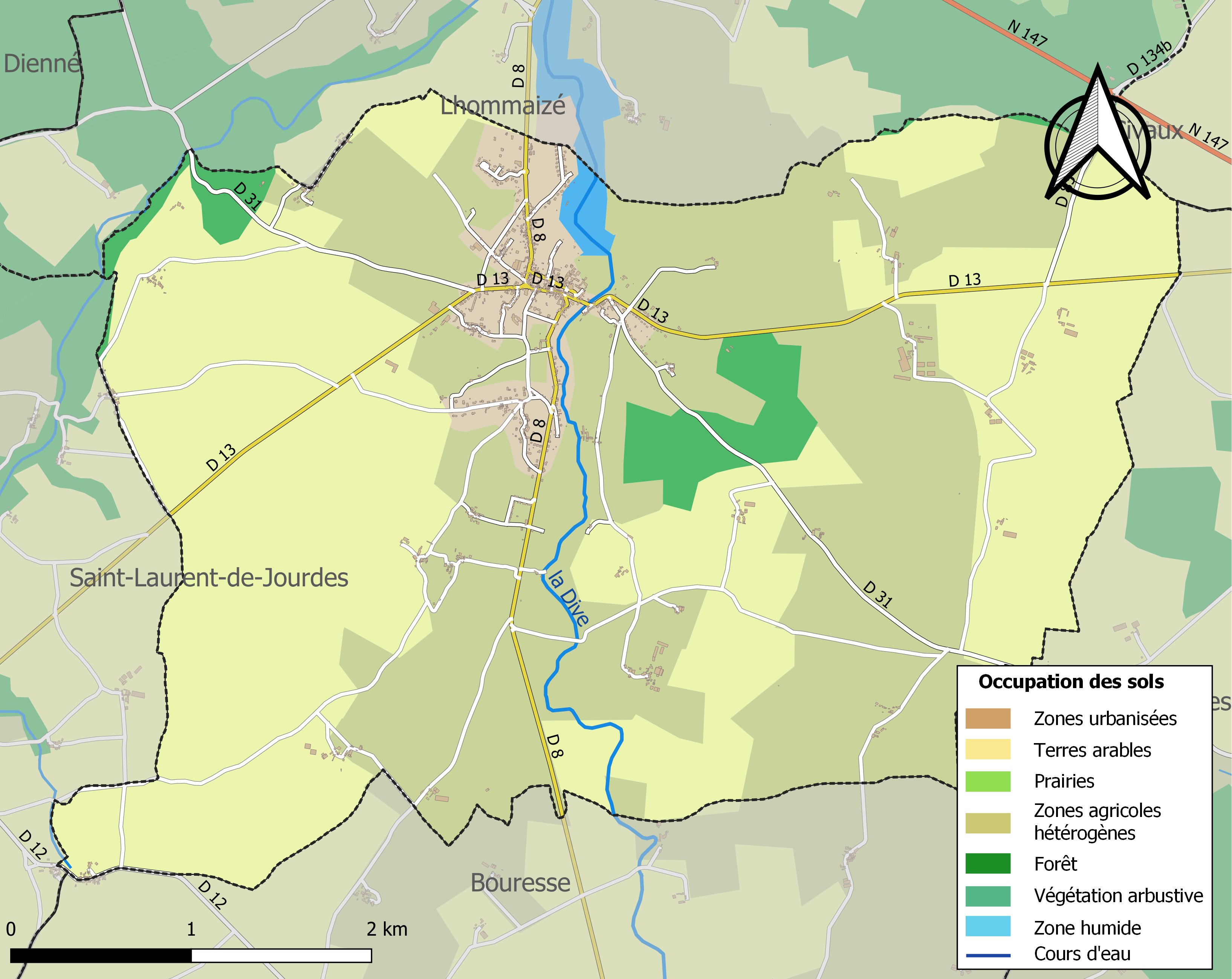
Carte des infrastructures et de l'occupation des sols de la commune en 2018 (CLC).

### Risques majeurs
Le territoire de la commune de Verrières est vulnérable à différents aléas naturels : météorologiques (tempête, orage, neige, grand froid, canicule ou sécheresse), inondations, feux de forêts, mouvements de terrains et séisme (sismicité faible). Il est également exposé à deux risques technologiques,  le transport de matières dangereuses et le risque nucléaire. Un site publié par le BRGM permet d'évaluer simplement et rapidement les risques d'un bien localisé soit par son adresse soit par le numéro de sa parcelle.

#### Risques naturels
Certaines parties du territoire communal sont susceptibles d’être affectées par le risque d’inondation par débordement de cours d'eau, notamment la Dive. La commune a été reconnue en état de catastrophe naturelle au titre des dommages causés par les inondations et coulées de boue survenues en 1982, 1983, 1999 et 2010,.
Verrières est exposée au risque de feu de forêt. En 2014, le deuxième plan départemental de protection des forêts contre les incendies (PDPFCI) a été adopté pour la période 2015-2024. Les obligations légales de débroussaillement dans le département sont définies dans un arrêté préfectoral du 29 mai 2015,, celles relatives à l'emploi du feu et au brûlage des déchets verts le sont dans un arrêté permanent du 24 mai 2015,.

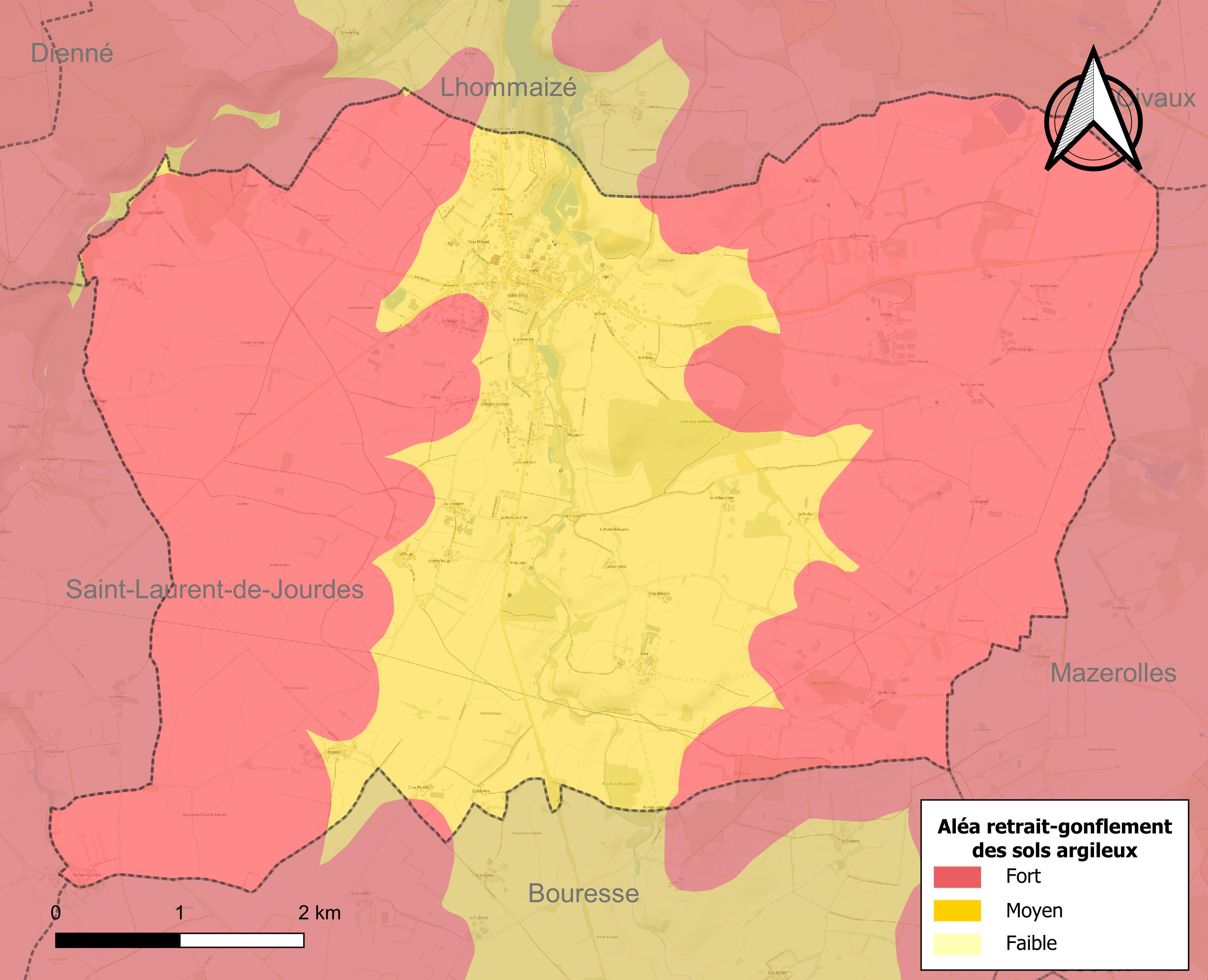
Carte des zones d'aléa retrait-gonflement des sols argileux de Verrières.

Les mouvements de terrains susceptibles de se produire sur la commune sont des affaissements et effondrements liés aux cavités souterraines (hors mines) et des tassements différentiels. Afin de mieux appréhender le risque d’affaissement de terrain, un inventaire national permet de localiser les éventuelles cavités souterraines sur la commune. Le retrait-gonflement des sols argileux est susceptible d'engendrer des dommages importants aux bâtiments en cas d’alternance de périodes de sécheresse et de pluie. La totalité de la commune est en aléa moyen ou fort (79,5 % au niveau départemental et 48,5 % au niveau national). Depuis le 1er octobre 2020, en application de la loi ÉLAN, différentes contraintes s'imposent aux vendeurs, maîtres d'ouvrages ou constructeurs de biens situés dans une zone classée en aléa moyen ou fort,.
La commune a été reconnue en état de catastrophe naturelle au titre des dommages causés par la sécheresse en 1995, 1996, 2003 et 2017 et par des mouvements de terrain en 1999 et 2010.

#### Risque technologique
La commune étant située dans le périmètre du plan particulier d'intervention (PPI) de 20 km autour de la centrale nucléaire de Civaux, elle est exposée au risque nucléaire. En cas d'accident nucléaire, une alerte est donnée par différents médias (sirène, sms, radio, véhicules). Dès l'alerte, les personnes habitant dans le périmètre de 2 km se mettent à l'abri. Les personnes habitant dans le périmètre de 20 km peuvent être amenées, sur ordre du préfet, à évacuer et ingérer des comprimés d’iode stable,,.

## Histoire
Verrières accueille favorablement les avancées de la Révolution française. Elle plante ainsi son arbre de la liberté, symbole de la Révolution. Il devient le lieu de ralliement de toutes les fêtes et des principaux événements révolutionnaires, comme l’anniversaire de la fondation de la Première République française le 22 septembre 1792. Abattu comme symbole de la Révolution par la réaction royaliste en 1799, il est replanté.
Le 3 juillet 1944, les SAS du capitaine Tonkin parachutés avec quatre jeeps à Usson-du-Poitou, sont attaqués en forêt de Verrières. Trente d’entre eux sont capturés et fusillés en forêt de Saint-Sauvant, malgré leurs uniformes anglais.

## Héraldique
| Blason de Verrières | Blason  | D'argent au flambeau au trait de sable, accosté de deux abeilles d'or; à la champagne ondée d'azur chargée de trois trangles ondées d'argent. |
| Blason de Verrières | Détails | Le statut officiel du blason reste à déterminer.                                                                                              |

## Politique et administration

### Liste des maires
| Période    | Période  | Identité           | Étiquette | Qualité                         |
| ---------- | -------- | ------------------ | --------- | ------------------------------- |
| 1935       | 1941     | Jacques Masteau    | Rad. ind. | Député, nommé maire de Poitiers |
| avant 1981 | ?        | Jean-Alain Lochon  |           |                                 |
| mars 2001  | 2014     | Jean-Claude Poiron |           |                                 |
| mars 2014  | en cours | Christophe Viaud   |           |                                 |

### Instances judiciaires et administratives
La commune relève du tribunal d'instance de Poitiers, du tribunal de grande instance de Poitiers, de la cour d'appel  de Poitiers, du tribunal pour enfants de Poitiers, du conseil de prud'hommes de Poitiers, du tribunal de commerce de Poitiers, du tribunal administratif de Poitiers et de la cour administrative d'appel  de  Bordeaux,  du tribunal des pensions de Poitiers, du tribunal des affaires de la Sécurité sociale de la Vienne, de la cour d’assises de la Vienne.

### Services publics
Les réformes successives de La Poste ont conduit à la fermeture de nombreux bureaux de poste ou à leur transformation en simple relais. Toutefois, la commune a pu maintenir le sien.

### Jumelages
Verrières est jumelée avec Coume depuis longtemps et de nombreux échanges perdurent.
Coume et Verrières se rencontrent régulièrement au fil des voyages organisés par les municipalités pour le jumelage.

## Démographie
L'évolution du nombre d'habitants est connue à travers les recensements de la population effectués dans la commune depuis 1793. Pour les communes de moins de 10 000 habitants, une enquête de recensement portant sur toute la population est réalisée tous les cinq ans, les populations de référence des années intermédiaires étant quant à elles estimées par interpolation ou extrapolation. Pour la commune, le premier recensement exhaustif entrant dans le cadre du nouveau dispositif a été réalisé en 2005.

En 2022, la commune comptait 930 habitants, en évolution de −7,65 % par rapport à 2016 (Vienne : +0,6 %, France hors Mayotte : +2,11 %).
| 1793 | 1800 | 1806 | 1821 | 1831  | 1836  | 1841 | 1846 | 1851  |
| ---- | ---- | ---- | ---- | ----- | ----- | ---- | ---- | ----- |
| 623  | 610  | 778  | 781  | 1 855 | 1 057 | 978  | 986  | 1 018 |

| 1856 | 1861 | 1866  | 1872  | 1876  | 1881 | 1886  | 1891  | 1896  |
| ---- | ---- | ----- | ----- | ----- | ---- | ----- | ----- | ----- |
| 968  | 964  | 1 002 | 1 014 | 1 018 | 997  | 1 020 | 1 073 | 1 086 |

| 1901  | 1906  | 1911  | 1921 | 1926 | 1931  | 1936 | 1946 | 1954 |
| ----- | ----- | ----- | ---- | ---- | ----- | ---- | ---- | ---- |
| 1 044 | 1 110 | 1 058 | 948  | 955  | 1 013 | 982  | 977  | 904  |

| 1962 | 1968 | 1975 | 1982 | 1990 | 1999 | 2005 | 2006 | 2010 |
| ---- | ---- | ---- | ---- | ---- | ---- | ---- | ---- | ---- |
| 819  | 777  | 704  | 714  | 687  | 799  | 877  | 869  | 928  |

| 2015  | 2020 | 2022 | - | - | - | - | - | - |
| ----- | ---- | ---- | - | - | - | - | - | - |
| 1 001 | 951  | 930  | - | - | - | - | - | - |

En 2008, la densité de population de la commune était de 44 hab./km2, 61 hab./km2 pour le département, 68 hab./km2 pour la région Poitou-Charentes et 115 hab./km2 pour la France.

## Économie
Selon la direction régionale de l'Alimentation, de l'Agriculture et de la Forêt de Poitou-Charentes, il n'y a plus que 17 exploitations agricoles en 2010 contre 26 en 2000.
Les surfaces agricoles utilisées ont paradoxalement augmenté de 9 % et sont passées de 1 599 hectares  en 2000 à 1 755 hectares en 2010. Ces chiffres indiquent une concentration des terres sur un nombre plus faible d’exploitations. Cette tendance est conforme à l’évolution constatée sur tout le département de la Vienne puisque de 2000 à 2007, chaque exploitation a gagné en moyenne 20 hectares.
42 % des surfaces agricoles sont destinées à la culture des céréales (blé tendre essentiellement mais aussi orges et maïs), 28 % pour les oléagineux (colza et tournesol à parts égales), 23 % pour le fourrage et moins de 1 % reste en herbe. En 2000,5 hectares (0 en 2010) étaient consacrés à la vigne.
L'élevage d'ovins s'est effondré : 2 209 têtes en 2000 répartis sur 12 fermes contre 511 têtes en 2010 répartis sur 5 fermes. Cette évolution est conforme à la tendance globale du département de la Vienne. En effet, le troupeau d’ovins, exclusivement destiné à la production de viande, a diminué de 43,7 % de 1990 à 2007. Les élevages de bovins, de caprins et de volailles ont disparu au cours de cette décennie.

## Culture locale et patrimoine

### Lieux et monuments
- La Pierre à Mergault, figurant sur la carte IGN au 1/25 000 comme dolmen, et inscrite comme tel à tort au monument historique depuis 1952[38], est en fait une simple dalle naturelle sans aucun caractère mégalithique[39]. Elle n'est donc pas un monument préhistorique.
- Église Saint-Michel de Verrières. Elle est inscrite à l'Inventaire général du patrimoine culturel[40].
- Le lavoir : il est situé sur la Dive, à côté du pont Saint-Brillard, et date de 1840. Il a été restauré en 2012.
- Le pont Saint-Brillard : le pont traverse la Dive. Dans sa paroi nord, au-dessus de l'arche unique, se trouve une sculpture récente de saint Brillard. Cette statue remplace une plus petite qui, pendant longtemps, a fait l'objet d'un pèlerinage : les habitants de la région venaient y présenter les enfants, pour selon la croyance populaire, les empêcher d'uriner au lit et de pleurer ("brailler") la nuit.
- Le monument de la Couarde : Le 3 juillet 1944, dans la forêt de Verrières, un détachement d'allemands encercle un camp de parachutistes anglais et de résistants français. Sept maquisards et un lieutenant anglais sont tués, 31 parachutistes et un pilote américain sont faits prisonniers. Ils seront fusillés dans la forêt de Saint-Sauvant le 7 juillet. 3 anglais blessés seront ensuite éliminés discrètement. Le monument de la Couarde, placé en bord de route témoigne de cet événement tragique.
- L'étang de La Forge : c'est une vaste retenue d'eau. En 1901, une usine hydroélectrique a été installée sur le site, l'étang fournissant l'énergie nécessaire à son fonctionnement. L'usine alimentait Verrières et Lhommaizé. Elle est aujourd'hui désaffectée. Pendant l'entre deux guerres, une roue permettait le fonctionnement d'une scierie. De 1595 à 1886, une forge exista aussi en ce lieu. Aujourd'hui, il n'en reste plus de traces visibles. Seul exemple de produit manufacturé connu par cette forge est la grille du château. Elle a été réalisée entre juillet et novembre 1769. Elle exigea 16 000 livres de métal.
- La chapelle de la Rigaudière : la chapelle Sainte-Radegonde est construite, en 1827, sur le bord de la route menant de Verrières à Bouresse. Elle est à la limite des deux communes. Sur le sol,un bloc de pierre présente une cavité pouvant évoquer l'empreinte d'un pied. Il est nommé le "Pas de sainte Radegonde". Cette pierre fut l'objet de nombreux pèlerinages. Un blason est sculpté au-dessus de la porte. C'est celui des Rochechouart. À noter que la commune Valdivienne abrite la chapelle du Pas-de-Saint-Martin qui abrite, elle aussi, le pas d'un saint. En effet,à l'intérieur, affleure une roche présentant une cupule que la tradition populaire identifie à une empreinte laissée par saint Martin (316 ou 317 - 397), autre saint important comme sainte Radegonde (520-587), du Poitou.

### Personnalités liées à la commune
- Émile Taudière (1890-1967), député et industriel sous la Troisième République.